# Yankee Buccaneer
Yankee Buccaneer (br.: O capitão pirata/pt.:Sob uma falsa bandeira) é um filme de aventura swashbuckler estadunidense de 1952, dirigido por Frederick de Cordova para a Universal International.

## Elenco
- Jeff Chandler...Comandante David Porter
- Scott Brady...Tenente David Farragut
- Suzan Ball...Condessa Margarita La Raguna
- Joseph Calleia...Conde Domingo Del Prado
- George Mathews...Link
- Rodolfo Acosta...Poulini
- David Janssen...Beckett
- Joseph Vitale...Scarjack
- Michael Ansara...Tenente Romero
- James Parnell...Redell
- Jay Silverheels...Líder dos guerreiros nativos
- Ian Murray...marinheiro
- Hugh O'Brian...narrador durante a abertura (não creditado)

## Sinopse
Em 1823, o comandante do navio de guerra Essex da Marinha dos Estados Unidos, David Porter, recebe ordens enviadas pelo seu imediato, Tenente David Farragut, para que se disfarce de pirata juntamente com seus homens e a embarcação. A missão é descobrir a localização de uma frota pirata que ataca as rotas mercantis entre a América e a Europa. Durante uma tempestade, o tenente Farragut realiza uma manobra arriscada para salvar a vida de seu amigo bêbado Link, causando a quebra do leme e a perda da maior parte dos mantimentos a bordo. Navegando à deriva, o navio chega à uma ilha da Costa do Mosquito na América Central, e a tripulação é forçada a resgatar a condessa portuguesa Margarita La Raguna. A nobre conta aos oficiais norte-americanos que o governador espanhol em Fajardo (Porto Rico), Del Prado, se associou aos piratas liderados por Scarjack e prepara um ataque aos navios portugueses que partirão do Brasil carregados de ouro.  

## Produção
O filme usou os cenários deixados pela produção de Against All Flags (1952).. As filmagens ocorreram em fevereiro de 1952 .